# Megachile hirsutula
Megachile hirsutula är en biart som beskrevs av Pasteels 1973. Megachile hirsutula ingår i släktet tapetserarbin, och familjen buksamlarbin. Inga underarter finns listade i Catalogue of Life.